# Negatiefruimte

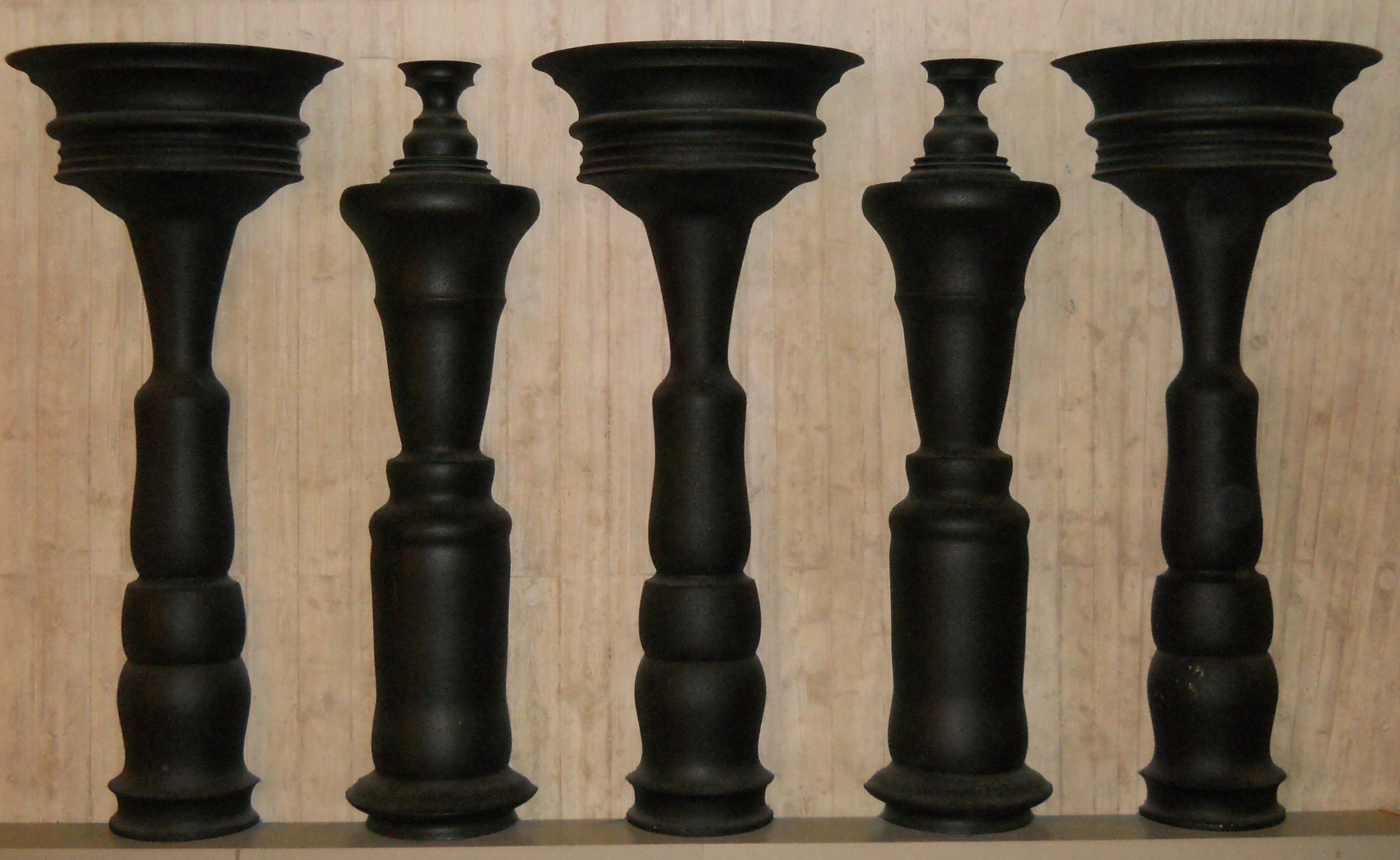
Een variant op de vaas van Rubin: tussen de kandelaars vertonen zich staande figuren (Phaeno Science Center, Wolfsburg)

Negatieve ruimte of negatiefruimte is de ruimte tussen twee voorwerpen in. Door pareidolie kan in de tussenruimte een herkenbare vorm ontwaard worden. Zulke verrassende optische illusies worden in soms in kunstwerken verwerkt.
Een klassiek voorbeeld is de vaas van Rubin: deze is op te vatten als de negatiefruimte tussen twee gezichten.

## Zie ook

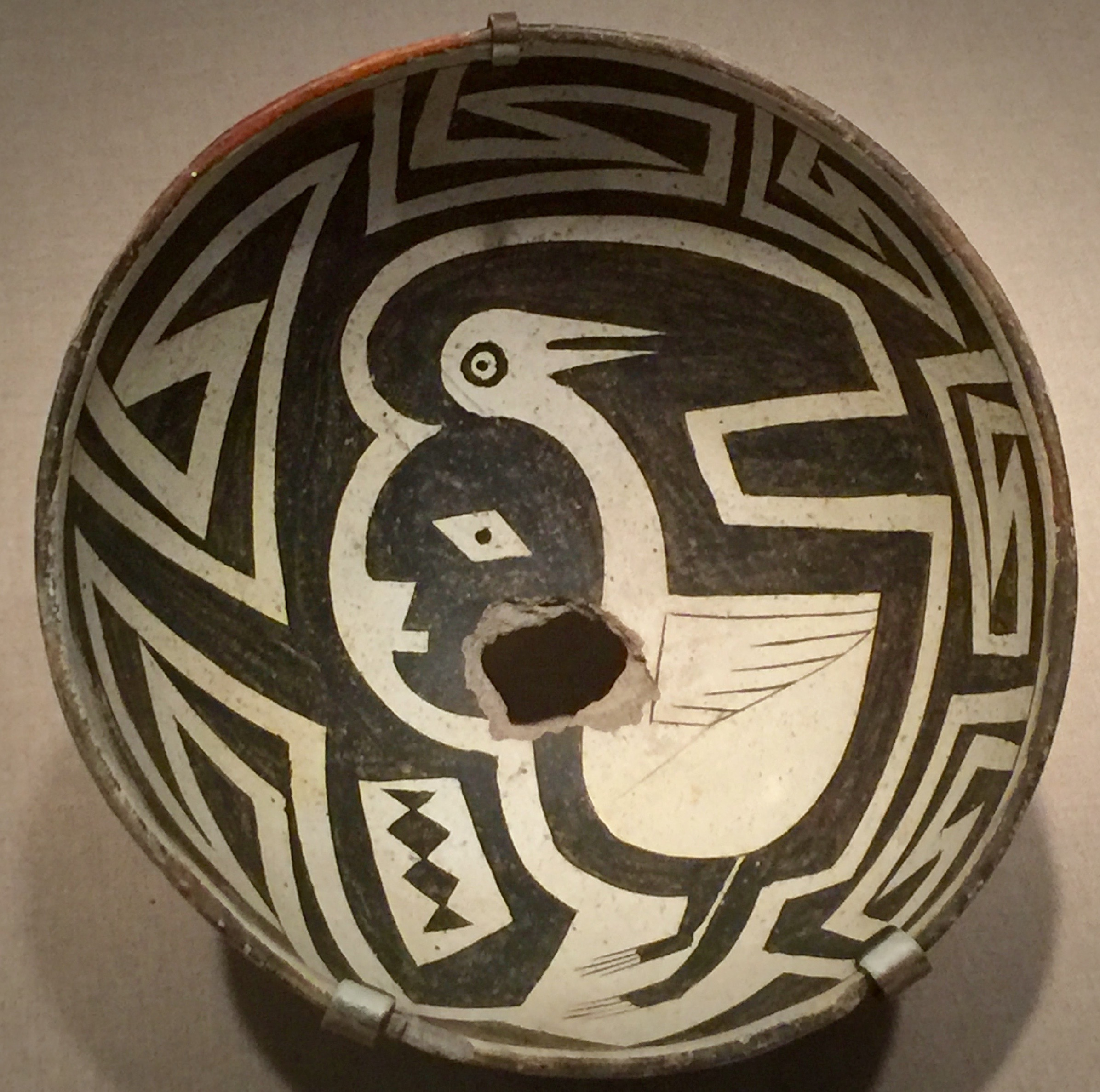
In wit een kraanvogel, in zwart een mannenhoofd. Keramische schaal uit de Midden-Amerikaanse Mogolloncultuur, omstreeks 900 tot 1200

Ongewenste negatiefruimte in drukwerk, gemarkeerd door een proeflezer